# (70745) Aleserpieri
(70745) Aleserpieri (1999 VZ20) – planetoida z pasa głównego asteroid okrążająca Słońce w ciągu 4,14 lat w średniej odległości 2,58 j.a. Odkryta 9 listopada 1999 roku.